# Campionato mondiale di Formula 1 1964
Il campionato mondiale di Formula 1 1964 organizzato dalla FIA è stato, nella storia della categoria, il 15° ad assegnare il campionato piloti e il 7° ad assegnare il campionato costruttori. È iniziato il 10 maggio e terminato il 25 ottobre, dopo 10 gare. Il titolo dei piloti è andato per la prima volta a John Surtees e il titolo costruttori per la seconda volta alla Ferrari.

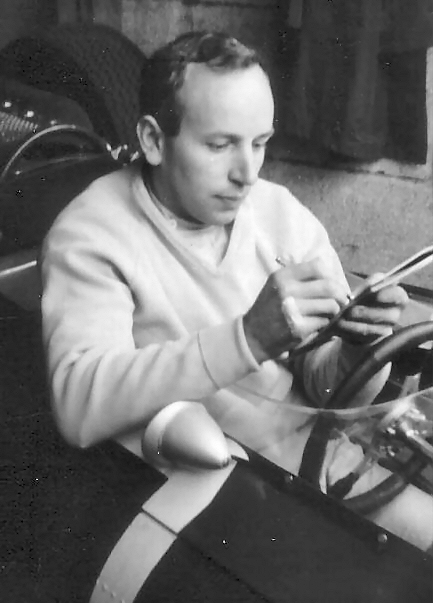
John Surtees, con la vittoria del titolo iridato, diventa il primo ed unico pilota della storia ad essere diventato campione del mondo sia nel Motomondiale che in Formula 1.

## Riassunto della stagione
Il Campionato 1964, combattuto tra Jim Clark, John Surtees e Graham Hill, fu deciso al Gran Premio del Messico. Hill si trovò 2 giri di distacco dopo una collisione con la Ferrari di Lorenzo Bandini. Clark fu costretto a fermarsi a causa di una perdita d'olio all'ultimo giro e la Ferrari segnalò allo stesso Bandini di far passare il compagno di squadra Surtees, che con il secondo posto conquistò il Titolo Mondiale con un punto di vantaggio su Hill. Tra gli altri avvenimenti della stagione si rilevano il debutto della Honda in Formula 1 (al Gran Premio di Germania), l'incidente fatale di Carel Godin de Beaufort allo stesso Gran Premio di Germania nonché il ritiro di Maurice Trintignant dalle corse a 46 anni, dopo una delle più lunghe carriere automobilistiche di sempre.

## Piloti e team
| Team                          | Costruttore        | Modello            | Motore                                       | Gomme | Piloti                                                                         | GP         |
| ----------------------------- | ------------------ | ------------------ | -------------------------------------------- | ----- | ------------------------------------------------------------------------------ | ---------- |
| Bob Gerard Racing             | Cooper             | T73                | Cosworth 109E 1.5 L4                         | D     | John Taylor                                                                    | 5          |
| Brabham Racing Organisation   | Brabham            | BT7 BT11           | Climax FWMV 1.5 V8                           | D     | Jack Brabham Dan Gurney                                                        | Tutti      |
| British Racing Partnership    | Lotus              | 24                 | BRM P56 1.5 V8                               | D     | Innes Ireland Trevor Taylor                                                    | 1,5        |
| British Racing Partnership    | BRP                | Mk1 Mk2            | BRM P56 1.5 V8                               | D     | Innes Ireland Trevor Taylor                                                    | 1,3-5,7-10 |
| Cooper Car Company            | Cooper             | T66 T73            | Climax FWMV 1.5 V8                           | D     | Phil Hill Bruce McLaren John Love                                              | Tutti      |
| Derrington-Francis            | Derrington-Francis | Derrington-Francis | ATS 100 1.5 V8                               | G     | Mário de Araújo Cabral                                                         | 8          |
| DW Racing Enterprises         | Brabham            | BT11               | CLimax FWMV 1.5 V8                           | D     | Bob Anderson                                                                   | 1-8        |
| Ecurie Maarsbergen            | Porsche            | 787                | Porsche 547/6 1.5 F4                         | D     | Carel Godin de Beaufort                                                        | 2,6        |
| Equipe Scirocco Belge         | Scirocco           | Scirocco           | Climax FWMV 1.5 V8                           | D     | André Pilette                                                                  | 3,6        |
| Fabre Urbain                  | Cooper             | T60                | Climax FWMV 1.5 V8                           | D     | Jean-Claude Rudaz                                                              | 8          |
| Honda R&D Co                  | Honda              | RA271              | Honda RA271E 1.5 V12                         | D     | Ronnie Bucknum                                                                 | 6,8-9      |
| Ian Raby Racing               | Brabham            | BT3                | BRM BRM P56 V8                               | D     | Ian Raby                                                                       | 5,8        |
| John Willment Automobiles     | Brabham            | BT10               | Ford 109E 1.5 L4                             | D     | Frank Gardner                                                                  | 5          |
| North American Racing Team    | Ferrari            | 1512 156 158       | Ferrari 178 1.5 V6, 205B 1.5 V8, 207 1.5 F12 | D     | Lorenzo Bandini John Surtees Pedro Rodríguez                                   | 9-10       |
| Owen Racing Organisation      | BRM                | P261 P67           | BRM P60 1.5 V8                               | D     | Graham Hill Richie Ginther Richard Attwood                                     | Tutti      |
| Reg Parnell Racing            | Lotus              | 25 24              | BRM P56 1.5 V8 Climax FWMV 1.5 V8            | D     | Chris Amon Mike Hailwood                                                       | Tutti      |
| Revson Racing                 | Lotus              | 24                 | BRM P56 1.5 V8                               | D     | Peter Revson                                                                   | 1,3-6,8    |
| Rob Walker Racing Team        | Brabham            | BT7 BT11           | BRM P56 1.5 V8 Climax FWMV 1.5 V8            | D     | Jo Bonnier Geki Hap Sharp Jochen Rindt Jo Siffert                              | Tutti      |
| Rob Walker Racing Team        | Cooper             | T66                | BRM P56 1.5 V8 Climax FWMV 1.5 V8            | D     | Edgar Barth                                                                    | 1,6        |
| Scuderia Centro Sud           | BRM                | P57                | BRM P56 1.5 V8                               | D     | Tony Maggs Giancarlo Baghetti                                                  | 2-3,5-8    |
| Scuderia Ferrari SpA SEFAC    | Ferrari            | 156 158            | Ferrari 178 1.5 V6, 205B 1.5 V8, 207 1.5 F12 | D     | Lorenzo Bandini John Surtees Ludovico Scarfiotti                               | 1-8        |
| Siffert Racing Team           | Brabham            | BT11               | BRM P56 1.5 V8                               | D     | Jo Siffert                                                                     | 1-8        |
| Team Lotus                    | Lotus              | 25 33              | Climax FWMV 1.5 V8                           | D     | Mike Spence Jim Clark Walt Hansgen Peter Arundell Gerhard Mitter Moisés Solana | Tutti      |
| Bernard Collomb (privato)     | Lotus              | 24                 | Climax FWMV 1.5 V8                           | D     | Bernard Collomb                                                                | 1          |
| Maurice Trintignant (privato) | BRM                | P57                | BRM BRM P56 1.5 V8                           | D     | Maurice Trintignant                                                            | 1,4-6,8    |

## Gare Mondiali

### Gran Premio di Monaco
Monte Carlo - 10 maggio 1964 - XXII Grand Prix Automobile de Monaco

#### Ordine d'arrivo
1. Graham Hill (BRM)
2. Richie Ginther (BRM)
3. Peter Arundell (Lotus-Climax)
4. Jim Clark (Lotus-Climax)
5. Jo Bonnier (Cooper-Climax)
6. Mike Hailwood (Lotus-BRM)

### Gran Premio d'Olanda
Zandvoort - 24 maggio 1964 - XIII Grote Prijs van Nederland

#### Ordine d'arrivo
1. Jim Clark (Lotus-Climax)
2. John Surtees (Ferrari)
3. Peter Arundell (Lotus-Climax)
4. Graham Hill (BRM)
5. Chris Amon (Lotus-BRM)
6. Bob Anderson (Brabham-Climax)

### Gran Premio del Belgio
Circuit de Spa-Francorchamps - 14 giugno 1964 - XXIV Grote Prijs van Belgie

#### Ordine d'arrivo
1. Jim Clark (Lotus-Climax)
2. Bruce McLaren (Cooper-Climax)
3. Jack Brabham (Brabham-Climax)
4. Richie Ginther (BRM)
5. Graham Hill (BRM)
6. Dan Gurney (Brabham-Climax)

### Gran Premio di Francia
Circuit Rouen les Essarts - 28 giugno 1964 - L Grand Prix de l'A.C.F.

#### Ordine d'arrivo
1. Dan Gurney (Brabham-Climax)
2. Graham Hill (BRM)
3. Jack Brabham (Brabham-Climax)
4. Peter Arundell (Lotus-Climax)
5. Richie Ginther (BRM)
6. Bruce McLaren (Cooper-Climax)

### Gran Premio di Gran Bretagna
Brands Hatch - 11 luglio 1964 - XVII RAC British Grand Prix, Grand Prix d'Europe

#### Ordine d'arrivo
1. Jim Clark (Lotus-Climax)
2. Graham Hill (BRM)
3. John Surtees (Ferrari)
4. Jack Brabham (Brabham-Climax)
5. Lorenzo Bandini (Ferrari)
6. Phil Hill (Cooper-Climax)

### Gran Premio di Germania
Nürburgring - 2 agosto 1964 - XXVI Großer Preis von Deutschland

#### Ordine d'arrivo
1. John Surtees (Ferrari)
2. Graham Hill (BRM)
3. Lorenzo Bandini (Ferrari)
4. Jo Siffert (Brabham-BRM)
5. Maurice Trintignant (BRM)
6. Tony Maggs (BRM)

### Gran Premio d'Austria
Aerodromo Hinterstoisser-Zeltweg - 23 agosto 1964 - II Großer Preis von Österreich

#### Ordine d'arrivo
1. Lorenzo Bandini (Ferrari)
2. Richie Ginther (BRM)
3. Bob Anderson (Brabham-Climax)
4. Tony Maggs (BRM)
5. Innes Ireland (BRP-BRM)
6. Jo Bonnier (Brabham-Climax)

### Gran Premio d'Italia
Autodromo Nazionale di Monza - 6 settembre 1964 - XXXV Gran Premio d'Italia

#### Ordine d'arrivo
1. John Surtees (Ferrari)
2. Bruce McLaren (Cooper-Climax)
3. Lorenzo Bandini (Ferrari)
4. Richie Ginther (BRM)
5. Innes Ireland (BRP-BRM)
6. Mike Spence (Lotus-Climax)

### Gran Premio degli Stati Uniti d'America
Watkins Glen - 4 ottobre 1964 - VII United States Grand Prix

#### Ordine d'arrivo
1. Graham Hill (BRM)
2. John Surtees (Ferrari)
3. Jo Siffert (Brabham-BRM)
4. Richie Ginther (BRM)
5. Walt Hansgen (Lotus-Climax)
6. Trevor Taylor (BRP-BRM)

### Gran Premio del Messico
Autodromo de la Ciudad de Mexico Magdalena Mixhuca - 25 ottobre 1964 - III Gran Premio de México

#### Ordine d'arrivo
1. Dan Gurney (Brabham-Climax)
2. John Surtees (Ferrari)
3. Lorenzo Bandini (Ferrari)
4. Mike Spence (Lotus-Climax)
5. Jim Clark (Lotus-Climax)
6. Pedro Rodríguez (Ferrari)

## Risultati

### Gran Premi
| Nº | Gran Premio                   | Data        | Circuito                     | Pole position | Giro più veloce | Pilota vincitore | Costruttore    | Resoconto |
| -- | ----------------------------- | ----------- | ---------------------------- | ------------- | --------------- | ---------------- | -------------- | --------- |
| 1  | Gran Premio di Monaco         | 10 maggio   | Monte Carlo                  | Jim Clark     | Graham Hill     | Graham Hill      | BRM            | Resoconto |
| 2  | Gran Premio d'Olanda          | 24 maggio   | Zandvoort                    | Dan Gurney    | Jim Clark       | Jim Clark        | Lotus-Climax   | Resoconto |
| 3  | Gran Premio del Belgio        | 14 giugno   | Spa-Francorchamps            | Dan Gurney    | Dan Gurney      | Jim Clark        | Lotus-Climax   | Resoconto |
| 4  | Gran Premio di Francia        | 28 giugno   | Rouen-Les-Essarts            | Jim Clark     | Jack Brabham    | Dan Gurney       | Brabham-Climax | Resoconto |
| 5  | Gran Premio di Gran Bretagna  | 11 luglio   | Brands Hatch                 | Jim Clark     | Jim Clark       | Jim Clark        | Lotus-Climax   | Resoconto |
| 6  | Gran Premio di Germania       | 2 agosto    | Nürburgring                  | John Surtees  | John Surtees    | John Surtees     | Ferrari        | Resoconto |
| 7  | Gran Premio d'Austria         | 23 agosto   | Zeltweg                      | Graham Hill   | Dan Gurney      | Lorenzo Bandini  | Ferrari        | Resoconto |
| 8  | Gran Premio d'Italia          | 6 settembre | Monza                        | John Surtees  | John Surtees    | John Surtees     | Ferrari        | Resoconto |
| 9  | Gran Premio degli Stati Uniti | 4 ottobre   | Watkins Glen                 | Jim Clark     | Jim Clark       | Graham Hill      | BRM            | Resoconto |
| 10 | Gran Premio del Messico       | 25 ottobre  | Autodromo Hermanos Rodríguez | Jim Clark     | Jim Clark       | Dan Gurney       | Brabham-Climax | Resoconto |

### Gare non valide per il mondiale
| Nome                             | Circuito     | Data        | Pilota vincitore | Costruttore    |
| -------------------------------- | ------------ | ----------- | ---------------- | -------------- |
| II Daily Mirror Trophy           | Snetterton   | 14 marzo    | Innes Ireland    | BRP-BRM        |
| I News of the World Trophy       | Goodwood     | 30 marzo    | Jim Clark        | Lotus-Climax   |
| XIII Gran Premio di Siracusa     | Siracusa     | 12 aprile   | John Surtees     | Ferrari        |
| IX Aintree 200                   | Aintree      | 18 aprile   | Jack Brabham     | Brabham-Climax |
| XVI BRDC International Trophy    | Silverstone  | 2 maggio    | Jack Brabham     | Brabham-Climax |
| XIV Solitude Grand Prix          | Solitudering | 19 luglio   | Jim Clark        | Lotus-Climax   |
| III Gran Premio del Mediterraneo | Pergusa      | 16 agosto   | Jo Siffert       | Brabham-BRM    |
| VII Gran Premio del Rand         | Kyalami      | 12 dicembre | Graham Hill      | Brabham-BRM    |

Nella stagione venne anche disputata la prima edizione della Formula Tasman; la serie impiegava vecchie vetture di Formula 1.

## Classifiche

### Classifica Piloti
Il sistema di punteggio prevedeva l'attribuzione ai primi sei classificati rispettivamente di 9, 6, 4, 3, 2 e un punto. Per la classifica finale valevano i migliori sei risultati e per questo motivo Surtees divenne campione del mondo: Hill totalizzò 41 punti di cui 39 validi, mentre Surtees registrò 40 punti, tutti validi. Nella colonna Punti sono indicati i punti effettivamente validi per il campionato, tra parentesi i punti totali conquistati.
| Pos. | Pilota                  |     |     |     |     |     |     |     |     |     |     | Punti   |
| ---- | ----------------------- | --- | --- | --- | --- | --- | --- | --- | --- | --- | --- | ------- |
| 1    | John Surtees            | Rit | 2   | Rit | Rit | 3   | 1   | Rit | 1   | 2   | 2   | 40      |
| 2    | Graham Hill             | 1   | 4   | 5   | 2   | 2   | 2   | Rit | Rit | 1   | 11  | 39 (41) |
| 3    | Jim Clark               | 4   | 1   | 1   | Rit | 1   | Rit | Rit | Rit | 7   | 5   | 32      |
| 4    | Lorenzo Bandini         | 10  | Rit | Rit | 9   | 5   | 3   | 1   | 3   | Rit | 3   | 23      |
| 5    | Richie Ginther          | 2   | 11  | 4   | 5   | 8   | 7   | 2   | 4   | 4   | 8   | 23      |
| 6    | Dan Gurney              | Rit | Rit | 6   | 1   | 13  | 10  | Rit | 10  | Rit | 1   | 19      |
| 7    | Bruce McLaren           | Rit | 7   | 2   | 6   | Rit | Rit | Rit | 2   | Rit | 7   | 13      |
| 8    | Jack Brabham            | Rit | Rit | 3   | 3   | 4   | 12  | 9   | 14  | Rit | Rit | 11      |
| =    | Peter Arundell          | 3   | 3   | 9   | 4   |     |     |     |     |     |     | 11      |
| 10   | Jo Siffert              | 8   | 13  | Rit | Rit | 11  | 4   | Rit | 7   | 3   | Rit | 7       |
| 11   | Bob Anderson            | 7   | 6   | NP  | 12  | 7   | Rit | 3   | 11  |     |     | 5       |
| 12   | Mike Spence             |     |     |     |     | 9   | 8   | Rit | 6   | Rit | 4   | 4       |
| =    | Tony Maggs              |     | NP  | NP  |     | Rit | 6   | 4   |     |     |     | 4       |
| =    | Innes Ireland           | NP  |     | 10  | Rit | 10  |     | 5   | 5   | Rit | 12  | 4       |
| 15   | Jo Bonnier              | 5   | 9   | Rit |     | Rit | Rit | 6   | 12  | Rit | Rit | 3       |
| 16   | Chris Amon              | NQ  | 5   | Rit | 10  | Rit | 11  | Rit |     | Rit | Rit | 2       |
| =    | Maurice Trintignant     | Rit |     |     | 11  | NQ  | 5   |     | Rit |     |     | 2       |
| =    | Walt Hansgen            |     |     |     |     |     |     |     |     | 5   |     | 2       |
| 19   | Phil Hill               | 9   | 8   | Rit | 7   | 6   | Rit | Rit |     | Rit | 9   | 1       |
| =    | Trevor Taylor           | Rit |     | 7   | Rit | Rit |     | Rit | NQ  | 6   | Rit | 1       |
| =    | Mike Hailwood           | 6   | 12  |     | 8   | Rit | Rit | 8   | Rit | 8   | Rit | 1       |
| =    | Pedro Rodríguez         |     |     |     |     |     |     |     |     |     | 6   | 1       |
| –    | Giancarlo Baghetti      |     | 10  | 8   |     | 12  | Rit | 7   | 8   |     |     | 0       |
| –    | Gerhard Mitter          |     |     |     |     |     | 9   |     |     |     |     | 0       |
| –    | Ludovico Scarfiotti     |     |     |     |     |     |     |     | 9   |     |     | 0       |
| –    | Moisés Solana           |     |     |     |     |     |     |     |     |     | 10  | 0       |
| –    | Peter Revson            | NQ  |     | SQ  | NP  | Rit | 14  |     | 13  |     |     | 0       |
| –    | Hap Sharp               |     |     |     |     |     |     |     |     | NC  | 13  | 0       |
| –    | Ronnie Bucknum          |     |     |     |     |     | 13  |     | Rit | Rit |     | 0       |
| –    | John Taylor             |     |     |     |     | 14  |     |     |     |     |     | 0       |
| –    | Carel Godin de Beaufort |     | Rit |     |     |     | NQ  |     |     |     |     | 0       |
| –    | André Pilette           |     |     | Rit |     |     | NQ  |     |     |     |     | 0       |
| –    | Ian Raby                |     |     |     |     | Rit |     |     | NQ  |     |     | 0       |
| –    | Frank Gardner           |     |     |     |     | Rit |     |     |     |     |     | 0       |
| –    | Edgar Barth             |     |     |     |     |     | Rit |     |     |     |     | 0       |
| –    | Jochen Rindt            |     |     |     |     |     |     | Rit |     |     |     | 0       |
| –    | Mário de Araújo Cabral  |     |     |     |     |     |     |     | Rit |     |     | 0       |
| –    | Richard Attwood         |     |     |     |     | NP  |     |     |     |     |     | 0       |
| –    | Jean-Claude Rudaz       |     |     |     |     |     |     |     | NP  |     |     | 0       |
| –    | Bernard Collomb         | NQ  |     |     |     |     |     |     |     |     |     | 0       |
| –    | John Love               |     |     |     |     |     |     |     | NQ  |     |     | 0       |
| –    | Geki                    |     |     |     |     |     |     |     | NQ  |     |     | 0       |
| Pos. | Pilota                  |     |     |     |     |     |     |     |     |     |     | Punti   |

| Legenda | 1º posto     | 2º posto | 3º posto    | A punti         | Senza punti/Non class.  | Grassetto – Pole position Corsivo – Giro più veloce |
| Legenda | Squalificato | Ritirato | Non partito | Non qualificato | Solo prove/Terzo pilota | Grassetto – Pole position Corsivo – Giro più veloce |

### Classifica Costruttori
| Pos. | Costruttore            | Punti   |
| ---- | ---------------------- | ------- |
| 1    | Ferrari                | 45 (49) |
| 2    | BRM                    | 42 (51) |
| 3    | Lotus-Climax           | 37 (40) |
| 4    | Brabham-Climax         | 30      |
| 5    | Cooper-Climax          | 16      |
| 6    | Brabham-BRM            | 7       |
| 7    | BRP-BRM                | 5       |
| 8    | Lotus-BRM              | 3       |
| –    | Derrington-Francis-ATS | 0       |
| –    | Honda                  | 0       |
| –    | Porsche                | 0       |
| –    | Scirocco-Climax        | 0       |
| –    | Brabham-Ford           | 0       |
| –    | Cooper-Ford            | 0       |

- Solo i migliori 6 risultati contarono per il Campionato Costruttori. I numeri fuori parentesi sono i punti validi in Campionato; i numeri in parentesi sono i punti totali conquistati.